# Czesław Michałowski
Czesław Paweł Michałowski (ur. 15 stycznia 1885 w Płocku, zm. 1940 w Mińsku) – polski polityk i prawnik, minister sprawiedliwości i naczelny prokurator Rzeczypospolitej Polskiej.

## Życiorys
Urodził się w inteligenckiej rodzinie Władysława (1842–1922) i Anieli z Cisowskich. Absolwent Cesarskiego Uniwersytetu Moskiewskiego. Po odzyskaniu niepodległości w 1918 był podprokuratorem przy Sądzie Okręgowym w Warszawie, od 1927 podprokuratorem w Sądzie Apelacyjnym i prokuratorem przy Sądzie Okręgowym w Warszawie. Od 4 grudnia 1930 do 15 maja 1936 (w sześciu kolejnych rządach) minister sprawiedliwości i naczelny prokurator. Wspierał prace Komisji Kodyfikacyjnej. W latach 1935–1936 senator RP IV kadencji (zrzekł się mandatu).
We wrześniu 1939 ewakuował się z Warszawy do Kamienia Koszyrskiego, a następnie do Pińska, gdzie w październiku został aresztowany przez NKWD. 27 kwietnia 1940 przewieziony z Mozyrza do więzienia w Mińsku (Białoruś). Zginął w niewyjaśnionych okolicznościach, być może wiosną 1940 lub w czerwcu 1941 w Mińsku.
Żonaty od 29 lipca 1920. Miał córkę i syna.

## Ordery i odznaczenia
- Wielka Wstęga Orderu Odrodzenia Polski (22 maja 1936)[4][5]
- Krzyż Komandorski Orderu Odrodzenia Polski (8 listopada 1930)[6]
- Krzyż Oficerski Orderu Odrodzenia Polski (9 listopada 1926)[7]